# CSAR Nr. 260 bis 267
Die Fahrzeuge mit den Nummern 260 bis 267 der Central South African Railways (CSAR) waren Tenderlokomotiven mit der Achsfolge 2'C2'. 
Die Lokomotiven wurden 1904 für den Personenzugdienst auf der Strecke Springs–Randfontein in Transvaal (heute Gauteng) beschafft, wo sie die Maschinen der ehemaligen NZASM (Nr. 61 bis 255) abgelöst haben. Hersteller war die Vulcan Foundry; der Entwurf stammte von P. A. Hyde, dem leitenden Ingenieur der Bahn. 
Die Lokomotiven besaßen Barrenrahmen, innenliegende Stephenson-Steuerung und oberhalb der Zylinder angeordnete Flachschieber. Viele Teile waren mit der ebenfalls von Vulcan gelieferten Klasse 9 austauschbar. Die Achsfolge 2'C2' gewährleistete gute Laufeigenschaften in beide Fahrtrichtungen.
Die acht Lokomotiven wurden bei der South African Railways (SAR) als Klasse F eingeordnet und erhielten die Nummern 78 bis 85. Mit 80 t Gesamtgewicht waren es die schwersten und leistungsfähigsten Tenderlokomotiven der SAR, und auch der Treibraddurchmesser von 1.372 mm war der größte. Die schwarz lackierten und mit roten Linien und messingfarbenen Kesselringen verzierten Maschinen wurden stets in tadellosem Zustand gehalten und liebevoll als Chocolate Boxes (Pralinenschachteln) bezeichnet.
Die letzten Maschinen sind 1931 ausgemustert worden; kein Exemplar ist erhalten geblieben.